# Isabel Guzmanová
Isabella Casillas Guzmanová (* 1970 Burbank) je americká vládní úřednice. V letech 2021–2025 byla ředitelkou Úřadu pro drobné podníkání ve vládě Joea Bidena.

## Raný život a vzdělání
Narodila s Burbanku v Kalifornii. Její předci uprchli před mexickou revolucí ze států Aguascalientes a Jalisco. V 60. letech se otec Guzmanové přestěhoval z Texasu do Los Angeles. Na stránkách Larta Institute uvedla, že má židovský, německý a možná i čínský původ. Její rodiče vlastnili malý podnik.
Získala titul Bachelor of Science na Wharton School of the University of Pennsylvania.

## Kariéra
Dne 7. ledna 2021 bylo oznámeno, že bude kandidátem nově zvoleného prezidenta Joea Bidena na post ředitelky Úřadu pro drobné podnikání. Ředitelkou byla zvolena 16. března poměrem hlasů 81:17.